# Lusitanisme
Een lusitanisme is een woord dat, of een zinswending of conventie die:
- is overgenomen uit, of gevormd naar het voorbeeld van het Portugees;
- en in gezaghebbende taalvoorschriften wordt afgekeurd als strijdig met het eigen karakter van de taal waarin het/zij is overgenomen.

In het Nederlands zijn lusitanismen door het geringe Nederlands-Portugese taalcontact weinig verbreid.